# Lenguas de Nicaragua

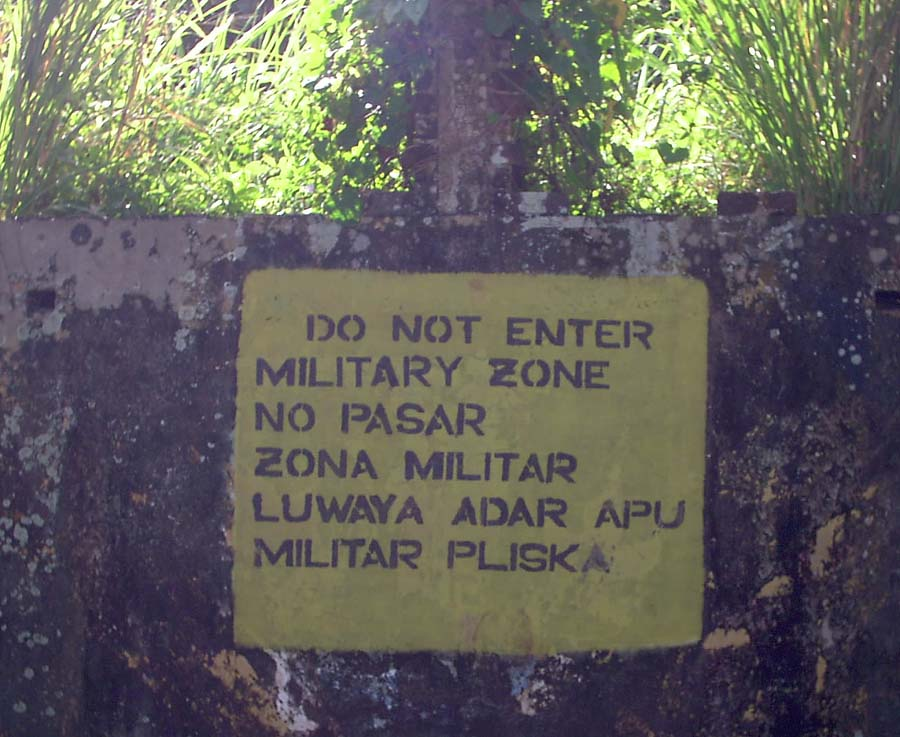
Un cartel hablando en idiomas inglés, español y miskito

Las lenguas de Nicaragua comprenden tanto el español nicaragüense, que es la principal lengua hablada por la población de Nicaragua actualmente, como un cierto número de lenguas indígenas que perviven desde antes de la llegada de los europeos a América, como un cierto número de lenguas habladas por comunidades de migrantes que residen en Nicaragua.
El lenguaje de señas nicaragüense es reconocido por ley como medio de comunicación oficial para las personas con discapacidad auditiva.

## Era precolombina y colonial
Al final de la época precolombina, e inicios de la época colonial, las lenguas de Nicaragua, según sus etnias, se agrupaban de la siguiente manera. Básicamente las familias lingüísticas presentes en la costa del océano Pacífico de Nicaragua en época precolombina, coinciden altamente con las familias lingüísticas de Mesoamérica. En particular en Nicaragua existían grupos de al menos tres familias lingüísticas diferentes:
- Lenguas utoaztecas, del grupo nahua, que ocupaban las siguientes regiones:
  - En el noroeste de la costa del Pacífico, actualmente departamento de Chinandega, vivían los tezoategas-nahoas.
  - En el sur de la Costa Pacífica,  actualmente departamento de Rivas, moraban los nicaraos, que parecen haber sido un grupo nahoa.
- Lenguas otomangues pertenecientes a diversos subgrupos entre ellos:
  - En el centro norte de la costa del Pacífico, actualmente departamento de León, poblaban los marribios-sutiabas cuya lengua es muy cercana al idioma tlapaneco hablado aún en México.
  - En el centro sur de la Costa Pacífica (actualmente León Viejo, Managua, Carazo, Masaya y Granada) radicaban los imabites, los nagrandanos, los chorotegas, los dirianes, los nequecheris, estos grupos habrían hablado lenguas del artículo incompleto
  - En las regiones del centro y de la costa del Atlántico, actualmente ocupadas por los departamentos de Estelí, Madriz, Nueva Segovia, Jinotega, Matagalpa, Boaco, Chontales, así como sobre la Costa de Mosquitos y Río San Juan), residían pueblos misumalpas.
  - También sobre la costa del Caribe vivían otros pueblos que hablaban una lengua chibchense: en Cayo Rama habitaban los ramakis y un poco más al sur los guatusos.

Presumiblemente los pueblos de las dos primeras familias lingüísticas habrían penetrado en Nicaragua procedentes de Mesoamérica en una época relativamente reciente (tal vez después del siglo V d. C.). En la otra familia lingüística que procede del norte de Sudamérica, ya estaba asentada antes de la llegada de dichos pueblos otomangues y utoaztecas.
Durante el período colonial algunos iñeri se establecieron sobre la costa del Atlántico, actualmente muchos de sus descendientes siguen hablando el idioma garífuna. Igualmente en criollo de Costa Miskito se remonta a la misma época.

### Clasificación
Las indígenas de Nicaragua, como se ha mencionado, se clasifican usualmente en tres familias lingüísticas. Algunas de las lenguas están mal documentadas sin embargo parece que todas las lenguas documentadas en Nicaragua pueden clasificarse con razonable seguridad. Algunas de las lenguas están actualmente extintas (y aquí se señalan con el signo †). La siguiente lista recoge doce lenguas entre lenguas vivas y lenguas extintas:
| Clasificación de las lenguas de Nicaragua |                    |                     |                       |                                      |
| Familia | Grupo              | Grupo               | Lengua                | Territorio                           |
| Lenguas indoeuropeas Familia euroasiática a la que pertenecen las lenguas de colonizadores europeos.                                                               | Romance            | Iberorromance       | español de Nicaragua  | (Todo el país)                       |
| Lenguas indoeuropeas Familia euroasiática a la que pertenecen las lenguas de colonizadores europeos.                                                               | Germánico          | Criollo inglés      | Kriol                 | Costa Caribe Norte, Costa Caribe Sur |
| Familia | Grupo              | Grupo               | Lengua                | Territorio                           |
| Lenguas utoaztecas Familia originaria de Aridoamérica, algunos de cuyos grupos se desplazaron tan al sur como Nicaragua.                                           | Nahua (aztecoide)  | Nahua (aztecoide)   | Tezotega - Náhuat (†) | Chinandega, El Viejo                 |
| Lenguas utoaztecas Familia originaria de Aridoamérica, algunos de cuyos grupos se desplazaron tan al sur como Nicaragua.                                           | Nahua (aztecoide)  | Nahua (aztecoide)   | Nicarao - Náhuat (†)  | Rivas                                |
| Lenguas otomangues Familia que tuvo su origen probablemente en Mesoamérica y algunos de cuyos grupos migraron más al sur.                                          | Chiapaneco-mangue  | Chiapaneco-mangue   | Mangue (†)            | Rivas, Pacaca                        |
| Lenguas otomangues Familia que tuvo su origen probablemente en Mesoamérica y algunos de cuyos grupos migraron más al sur.                                          | Chiapaneco-mangue  | Chiapaneco-mangue   | Chorotega (†)         | Costa del Pacífico de Nicaragua      |
| Lenguas otomangues Familia que tuvo su origen probablemente en Mesoamérica y algunos de cuyos grupos migraron más al sur.                                          | Tlapaneco-subtiaba | Tlapaneco-subtiaba  | Subtiaba (†)          | León                                 |
| Lenguas lenmichíes Familia de lenguas que engloba lenguas del área intermedia y del norte de Sudamérica, su origen no está claro.                                  | Misumalpa          | Sumalpa             | Sumo                  | Jinotega, Costa Caribe Norte         |
| Lenguas lenmichíes Familia de lenguas que engloba lenguas del área intermedia y del norte de Sudamérica, su origen no está claro.                                  | Misumalpa          | Sumalpa             | Ulwa                  | Costa Caribe Norte                   |
| Lenguas lenmichíes Familia de lenguas que engloba lenguas del área intermedia y del norte de Sudamérica, su origen no está claro.                                  | Misumalpa          | Matagalpa-Cacaopera | Matagalpa (†)         | Centro y Norte de Nicaragua          |
| Lenguas lenmichíes Familia de lenguas que engloba lenguas del área intermedia y del norte de Sudamérica, su origen no está claro.                                  | Misumalpa          | Miskito             | Miskito               | Costa Caribe Norte                   |
| Lenguas lenmichíes Familia de lenguas que engloba lenguas del área intermedia y del norte de Sudamérica, su origen no está claro.                                  | Chibchense         | Vótico              | Rama                  | Costa Caribe Sur                     |
| Lenguas lenmichíes Familia de lenguas que engloba lenguas del área intermedia y del norte de Sudamérica, su origen no está claro.                                  | Chibchense         | Vótico              | Guatuso               | Río San Juan                         |
| Lenguas arawak Las lenguas arawak son oriundas de América del Sur. Su presencia en Centroamérica se debe al establecimiento de grupos durante el período colonial. | Arawak caribeño    | Iñeri               | Garífuna              | Costa del Caribe de Nicaragua        |